# Perkowicze (rejon drohiczyński)

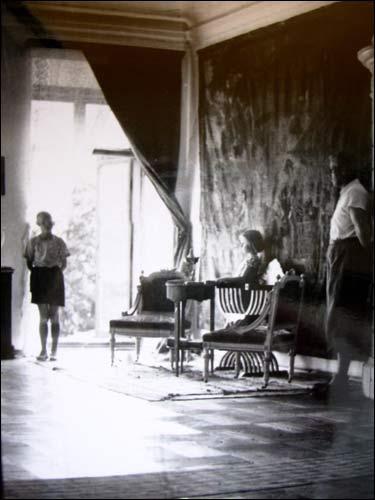
Wnętrze dworu w Perkowiczach, 1938 rok

Perkowicze, dawniej Pirkowicze (biał. Пярковічы, Piarkowiczy; ros. Перковичи,  Pierkowiczi) – wieś na Białorusi, w rejonie drohiczyńskim obwodu brzeskiego, około 8 km na zachód od Drohiczyna. 

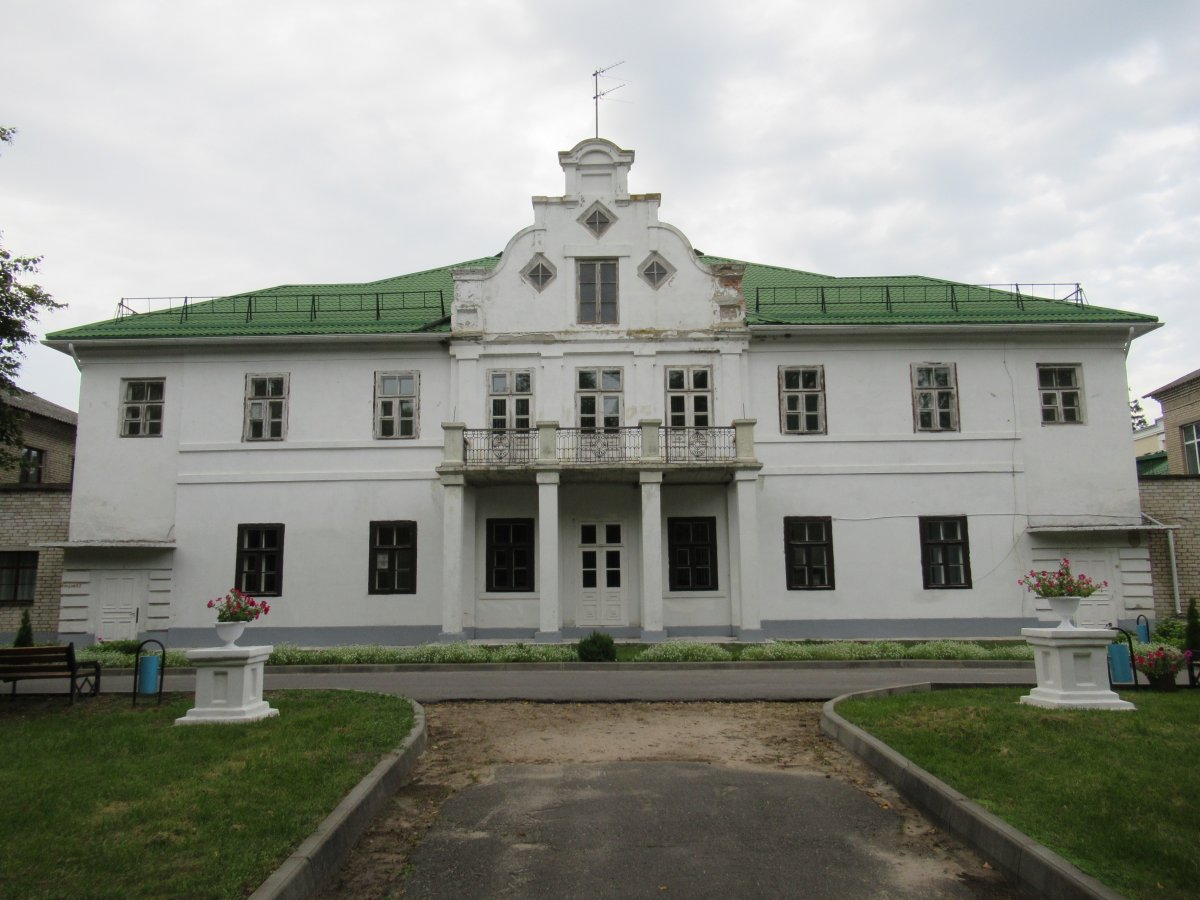
Dwór Wysłoucha

Znajdują tu się parafialna cerkiew prawosławna pw. Zaśnięcia Matki Bożej oraz stacja kolejowa Drohiczyn, położona na linii Homel – Łuniniec – Żabinka.

## Historia
Pierwsza znana dziś wzmianka o wsi pochodzi z 1494 roku. W XV wieku Perkowicze należały do rodziny Turów. Później należały do Wojtkowiczów, co potwierdził m.in. król Zygmunt Stary w przywileju dla Matwieja Wojtkowicza z 1538 roku. W 1596 roku majątek kupił biskup Cyryl Terlecki, który wzniósł tu „dwór z drewna starego, okazały i warowny”. Został on zniszczony w dużym stopniu w czasie wojen kozackich lub szwedzkich. Perkowicze były wtedy wsią cerkiewną w posiadaniu Terleckich. W I połowie XVIII wieku należały do Orzeszków herbu Korab. Honorata Orzeczko (1742–1785), wychodząc w 1766 (albo 1756 roku) roku za Zenona Wysłoucha (1727–1805) herbu Odyniec, podkomorzego brzeskiego i posła na Sejm Czteroletni, wniosła majątek do domu Wysłouchów. Perkowicze należały do tej rodziny aż do 1939 roku. Po Zenonie majątek dziedziczył jego syn Wiktor (1767–1840), po nim prawdopodobnie Feliks Wysłouch, dowódca guberni wileńskiej w czasie powstania styczniowego. Po nim – (prawdopodobnie jego bratanek) Antoni Izydor Wysłouch (1864–1940), poseł na Sejm w dwudziestoleciu międzywojennym i jego żona, Seweryna Wysłouch z domu Skarżyńska h. Bończa (1869–1918), pisarka i poetka. Antoni i Seweryna byli – wraz z ich synem, Stanisławem (1901–1991) – ostatnimi właścicielami Perkowicz.
Przed rozbiorami Perkowicze leżały w powiecie brzeskim województwa brzeskolitewskiego Rzeczypospolitej. Po III rozbiorze Polski w 1795 roku znalazły się na terenie guberni słonimskiej (1796), litewskiej (1797–1801), a później grodzieńskiej (1801–1915) Imperium Rosyjskiego. Po ustabilizowaniu się granicy polsko-radzieckiej w 1921 roku Perkowicze wróciły do Polski, należały do gminy Woławel powiatu drohiczyńskiego województwa poleskiego, od 1945 roku – w ZSRR, od 1991 roku – na terenie Republiki Białorusi.
Cyryl Terlecki ufundował unicką cerkiew pw. Zaśnięcia Najświętszej Marii Panny w Perkowiczach, w której został następnie pochowany w 1607 roku. Był to budynek drewniany na podmurówce, z krużgankiem. Posiadał dwie niewysokie wieże i kopułę nad prezbiterium. Były tam trzy ołtarze, bogato zdobione, wrota cerkiewne, rzeźby i inne cenne wyposażenie. W czasie XVII-wiecznych wojen cerkiew była grabiona i niszczała. Zenon Wysłouch ufundował nową cerkiew w 1770 roku. Wiktor dokończył budowę i ozdobił cerkiew. Do nowej cerkwi uroczyście przeniesiono szczątki biskupa Terleckiego i członków jego rodziny. Tu też został pochowany w 1805 roku Zenon Wysłouch, a wcześniej jego żona Honorata z Orzeszków. Tu też spoczął Wiktor i jego dwie żony. Według ustnych przekazów, szczątki zostały w 1939 roku wyrzucone, a krypta zamurowana. Dziś w cerkwi, która się zachowała, nie ma śladu ani po Terleckich, ani po Wysłouchach.

## Dwór
Zenon Wysłouch tuż przed swoją śmiercią wybudował nowy dwór, budowę ukończył jego syn, Wiktor.
Był to budynek w stylu klasycystycznym, na planie szerokiego prostokąta. Część środkowa frontu była zaakcentowana pilastrami i zwieńczona trójkątnym szczytem. Na czterokolumnowym portyku był wsparty obszerny balkon. Środkowa część elewacji tylnej była zaznaczona trójściennym ryzalitem, do którego przylegał również czterokolumnowy portyk z balkonem. Dach był czterospadowy pokryty gontem. W końcu XIX wieku zdarzył się nieszczęśliwy wypadek: osoba podjeżdżająca powozem pod portyk uderzyła w filar głową i zabiła się. Pod wrażeniem tego incydentu właściciel postanowił zlikwidować portyki, od frontu wybudowano drewniany ganek–werandę, od ogrodu – taras. W 1906 roku w czasie remontu dachu wymieniono gont na blachę cynkową. Ozdobiono również szczyt ganku: teraz był renesansowy z napisem: „Certa pro iustitia AD 1906”. Budynek był ozdobiony skromnymi gzymsami: międzykondygnacyjnym i podokiennymi. 
W domu było 17 pomieszczeń w układzie dwu- i trzytraktowym.
W pobliżu dworu znajdował się zabytkowy, drewniany, podpiwniczony, piętrowy lamus. W górnej kondygnacji otaczał go balkon i kolumnada wspierająca dach. Oprócz pomieszczeń gospodarczych, mieściły się w nim pokoje gościnne. Dalej w parku stała zabytkowa wędzarnia w kształcie piętrowej wieży, nakryta wysokim, gontowym dachem. Ściany zdobiła bogata dekoracja z rzeźbionego drzewa. 
Dwór otaczał piękny park widokowy z cennym starodrzewem. Od strony frontu dworu aleja prowadziła do cerkwi, a od strony ogrodowej – do malowniczego układu sadzawki, kanału, altany na wyspie i ogrodu.
Park dworski miał powierzchnię 16 ha. Były tu alejki, gazony, kwietniki, altany utworzone przez drzewa. Alejki urozmaicały ozdobne mostki. Cenne starodrzewy obejmowały m.in. białodrzew, lipy, klony, graby, kasztany i świerki. 
W czasie I wojny światowej dwór bardzo ucierpiał, spalone zostały wszystkie budynki gospodarcze, w parku wycięto wiele drzew. W 1920 roku zerwano dach, wyrwano okna i drzwi z futrynami. W 1939 i 1940 roku całe wyposażenie dworu zostało rozgrabione lub spalone, zostały jedynie ogołocone mury, ale budynek zachował się.
Po II wojnie światowej plan zabudowy zmieniono, dobudowując do dworu nowe skrzydła na potrzeby istniejącej tam szkoły-sanatorium. Oryginalny układ wodny nie funkcjonuje, zachowana część parku (3,5 ha) jest zdziczała. Teren parku zajmują brzydkie, prowizoryczne budowle o niewiadomym przeznaczeniu. W latach 2003–2008 szkoła przeprowadziła remontu obiektu, znacznie zmieniając jego wygląd.
W drugiej połowie XIX wieku częstym gościem bywała tu sąsiadka Eliza Orzeszkowa.